# Thomas Charpey
Thomas Charpey (* 14. September 1955 in Aachen) ist ein deutscher literarischer Übersetzer.

## Werke
Thomas Charpey studierte Geografie an der Universität Tübingen. Heute übersetzt er neben einer Tätigkeit im Buchhandel zusammen mit Monica Barendrecht Belletristik aus dem Niederländischen ins Deutsche. 1996 erhielten Charpey und Barendrecht den Übersetzungspreis des Österreichischen Kinder- und Jugendbuchpreises für ihre Übersetzung des Werkes "Karotte, Maulwurf und die erste Liebe" von Willem van Toorn. 

## Übersetzungen
- René Appel: Gefangen in Kids City, Zürich 2000 (übersetzt zusammen mit Monica Barendrecht)
- Paul Biegel: Nachts kommen sie, Zürich [u. a.] 1997 (übersetzt zusammen mit Monica Barendrecht)
- Ria Blom: Wenn Babys häufig schreien, Stuttgart 2005 (übersetzt zusammen mit Monica Barendrecht)
- Heide Boonen: Anna und Alexander, Zürich 2000 (übersetzt zusammen mit Monica Barendrecht)
- Lieneke Dijkzeul: Die Hexe, die nie mehr zaubern wollte, Berlin 1996 (übersetzt zusammen mit Monica Barendrecht)
- Lieneke Dijkzeul: Kurzschluß, Berlin 1999 (übersetzt zusammen mit Monica Barendrecht)
- Bettie Elias: Der Klaudieb, Düsseldorf 1995 (übersetzt zusammen mit Monica Barendrecht)
- Henny Fortuin: Das Geheimnis der Spinnenhexe, Stuttgart [u. a.] 2001 (übersetzt zusammen mit Monica Barendrecht)
- Mireille Geus: Big, Stuttgart 2007 (übersetzt zusammen mit Monica Barendrecht)
- Mireille Geus: Talent gesucht, Stuttgart 2009 (übersetzt zusammen mit Monica Barendrecht)
- Annemarie van Haeringen: Die Prinzessin mit den langen Haaren, Wien 2000 (übersetzt zusammen mit Monica Barendrecht)
- Caroline Hanken: Sebalds Reisen, Darmstadt 2003 (übersetzt zusammen mit Monica Barendrecht)
- Frank Herzen: Die Reise des "Schwarzen Drachen", Hamburg 1991 (übersetzt zusammen mit Monica Barendrecht)
- Salomon Kroonenberg: Der lange Zyklus, Darmstadt  2008 (übersetzt zusammen mit Monica Barendrecht)
- Elisabeth de Lestrieux: Gartenpracht  in Töpfen und Kübeln, Hildesheim 1990 (übersetzt zusammen mit Monica Barendrecht)
- Brigitte Minne: Bleib noch ein bisschen, Wien 1998 (übersetzt zusammen mit Monica Barendrecht)
- Eva Raaff: Die Taragon-Saga, Stuttgart (übersetzt zusammen mit Monica Barendrecht)
  - Die Prophezeiung des Königs, 2007
  - Das vergessene Volk, 2008
- Claudia van der Sluis: Mein Vater ist ein Wolkenmann, Berlin 1999 (übersetzt zusammen mit Monica Barendrecht)
- Everdien Tiggelaar: Origami, Hannover (übersetzt zusammen mit Monica Barendrecht)
  - Blumen aus Papier, 1991
  - Geschenke kreativ verpacken, 1991
- Willem van Toorn: Karotte, Maulwurf und die erste Liebe, Mödling [u. a.] 1995 (übersetzt zusammen mit Monica Barendrecht)
- Henri Van Daele: Tauben und Drachen, Zürich 2001 (zusammen mit Monica Barendrecht)
- Henri Van Daele: Vom Grizzly, der nicht schlafen wollte, Zürich 2004 (übersetzt zusammen mit Monica Barendrecht)
- Gerda Van Erkel: Jasper sucht Margreet, Luzern [u. a.] 1997 (übersetzt zusammen mit Monica Barendrecht)
- Paul Verrept: Du fehlst mir, Wien 2000 (übersetzt zusammen mit Monica Barendrecht)
- Dick van Voorst: Kreatives Arbeiten mit Wellpappe, Hannover 1991 (übersetzt zusammen mit Monica Barendrecht)
- Anke de Vries: Hoch soll ich leben!, Esslingen [u. a.] 1997 (übersetzt zusammen mit Monica Barendrecht)
- Sabine Wisman: Ich bin ein Meermädchen (aber das ist ein Geheimnis), Stuttgart 2006 (übersetzt zusammen mit Monica Barendrecht)
- Floortje Zwigtman: Wie Sonne und Mond, Zürich 2002 (übersetzt zusammen mit Monica Barendrecht)

| Personendaten    | Personendaten                      |
| ---------------- | ---------------------------------- |
| NAME             | Charpey, Thomas                    |
| KURZBESCHREIBUNG | deutscher literarischer Übersetzer |
| GEBURTSDATUM     | 14. September 1955                 |
| GEBURTSORT       | Aachen                             |